# История татов

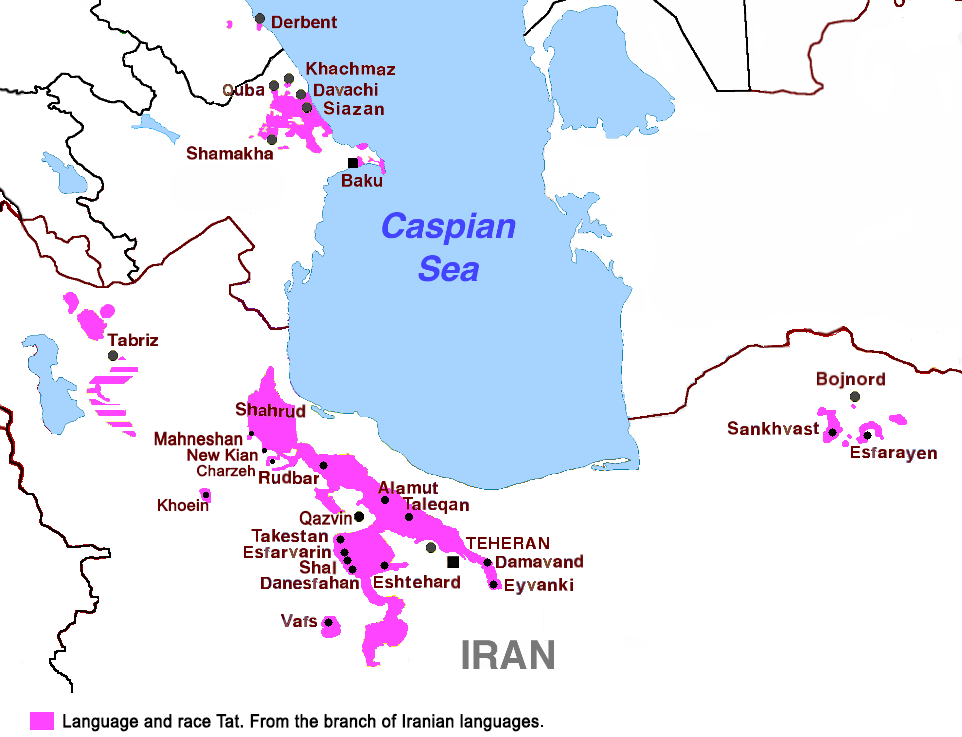
Таты Азербайджана и Ирана

Таты (варианты названий — кавказские персы, тати, парси, даглы, лахидж) — ираноязычный народ, и коренной народ Азербайджана и России (на юге республики Дагестан). Исповедуют ислам — шиитского и суннитского направлений. Таты-сунниты в основном проживают в Губинском и Шабранском районах Азербайджана и также в Дагестане (Россия) населяют сёла к западу от города Дербент. Также таты проживают в Грузии — Гомбори (Сагареджойский муниципалитет).
Таты проживающие на Апшероне именуют себя парсами, а таты в горных селах северо-востока называются даглы. Другим названием пользуются жители села Лахидж в Исмаилинском районе. Они именуют себя как Лахидж.

## Этимология
Называние татов впервые появилось в VIII веке. Этноним «тат» на протяжении веков несколько раз менял свое значение. В раннюю эпоху называние татов встречается в монументальных надписях древнеперсидских царей из династии Ахеменидов (время упоминане надписи приблизительно к V век до н. э.). Слово «тат» обозначало одно из древнеиранских племен".
Стоит отметить также, что христианское население в горных областях Крыма тоже назывались татами, но говорили на греческом. Называние татов ,также упоминалось в отношении античного племени меотов. Слово тат упоминалось в боспорских надписях.

## Происхождение
История татов не до конца изучена и фактов об их происхождении очень мало. Существует несколько версий историков о происхождении татов. Одни историки склоняются ко мнению об их скифском происхождении, называя их предков в лице античных тапуров. Другие же говорят об их сасанидском происхождении. Есть версии об их еврейском происхождении и ассимиляция ими массагетов.
Происхождение татов неясно, а литературные ссылки скудны. Их считали коренными жителями Кавказа, которые постепенно лингвистически иранизировались, но позже, в процессе формирования азербайджанского народа, не стали тюрками. Сложность их этнической истории отражается в том, что среди носителей тати есть мусульмане, христиане и иудаисты. Считается, что ираноязычные жители появились в бывшей Албании, нынешнем Азербайджане, где-то в 3 или 4 веках, когда династия персидских Сасанидов завоевала этот регион. Чтобы обезопасить земли, персы заселили их ираноязычным народом, который постепенно ассимилировал древнее местное население, сохранившее свой язык и получившее название таты. Большинство из них позже приняли ислам. Согласно заявлениям азербайджанских этнографов, национальная культура исламских татов, официально называемых татами, практически идентична культуре азербайджанского народа. Единственная разница - это язык. Сельское хозяйство было традиционным средством существования татов. Их горный регион с мягким климатом отлично подходит для земледелия, особенно для выращивания фруктов и винограда. Животноводство имеет меньшее значение. Хорошо развиты ремесла. Несколько иное направление развивалось у татов Апшеронского полуострова. Уже в 19 веке здесь существовала известная нефтяная промышленность, в которой работало, среди прочего, много татов. В социалистическом Азербайджане жизнь татов сильно изменилась с введением советского режима и коллективизацией. Однако это существенно не изменило средства существования татов, поскольку земледельцы по-прежнему зарабатывали на жизнь фруктами и вином. В стилях архитектуры произошли большие изменения, и таты Апшеронского полуострова, из-за их близости к городу Баку и его промышленным районам, в культурном отношении особенно склонны к реформам.

## Лайджы Грузии
В 2010 году в Грузии проживало от 300 до 400 лайджей. В силу различных причин определить их точное количество невозможно. Лайджы – народ ираноязычного / татоязычного происхождения, а таты и сегодня живут в Азербайджане, а также в Дагестане . По языковым данным, лайджский язык входит в юго-западную группу иранских языков и представляет собой один из диалектов татского языка. Говор лайджей обнаруживает близкую генетическую связь с персидским и таджикским языками. Лайджы мигрировали в Грузию в начале XX века из Азербайджана, из села Лахыдж (Лахидж, Лагич) нынешнего Исмаиллинского района. Поначалу они рассеялись по разным селам Кахети – историко-этнографического края Восточной Грузии. В конечном счете, они осели в селе Гомбори Сагареджойского района. Основной причиной миграции лайджей была тяжелая социальная ситуация в Азербайджане, безработица, частые беспорядки и т. п., что мешало мирной и спокойной жизни населения.

## Религия
Практически все азербайджанские таты-мусульмане являются мусульманами. Подавляющее большинство - мусульмане-шииты (шииты) и около одной десятой - мусульмане-сунниты. Из-за продолжающихся преследований со стороны Советского Союза мусульманские таты исповедуют свою религию в полусекретном режиме, что известно как «параллельный ислам». Мусульманские таты придерживаются пяти основных «столпов» или обязанностей в исламе: (1) Мусульманин должен утверждать, что «нет бога, кроме Аллаха, и Мухаммед - его пророк». (2) Пять раз в день он должен молиться лицом к Мекке. (3) Он должен ежегодно платить обязательный процент (очень похожий на десятину). (4) Он должен поститься во время Рамадана, девятого месяца мусульманского года. (5) Он должен попытаться совершить хотя бы одно паломничество в Мекку в своей жизни. Большинство мусульман верят в традиционную форму брака на всю жизнь. Однако некоторые шииты-традиционалисты по-прежнему практикуют мута - форму временного брака, который может быть расторгнут в любое время, оговоренное в добрачном соглашении.

## Средние века
Таты были основным населением государства Ширваншахов.

## Этногенез
Татский этногенез сформировался ввиду смешивания иранских, кавказских и семитских народов. В этогенезе татов однозначно участвовали массагеты, племена кавказской албании и арабо-тюркские завоеватели.

## Антропология
Антропологически татов считают переднеазиатской расой большой европеоидной расы. Таты-мусульмане имеют каспийский тип.

## Письменность
- См. также Горско-еврейская литература

Таты вплоть до Октябрьской революции пользовались персидским в качестве письменного языка, небольшая часть их владела арабским языком. В последующие годы татский язык оставался бесписьменным.
У татов Азербайджана нет собственной письменности. Обучение ведется на азербайджанском языке. Единственная сфера родной культуры - устный фольклор.

## Перепись татов
В 1921 г. по переписи татов была больше 100 тысяч. В 1931 г. было отмечено 60,5 тыс. татов, а в 1989 г. их количество сократилось до 10 тыс., в 1999 г. лишь 10,9 тыс. человек назвали себя татами. Необходимо подчеркнуть, что таты — одна малочисленных народов Азербайджана, которые больше всех подвержены ассимиляционным процессам. Это заметно у городских татов-мусульман. Все это усложняет осуществление реального числа татов. М.Велили-Бахарлы утверждает, что большинство азери-тюрков северо-западного Азербайджана, а также горная область Кубинского и Шемахинского уездов, а также Апшеронского полуострова состоит из отюреченных татов.

## Татский флаг
Татский флаг был создан в 2012 году и представляет собой горизонтальное полотнище, состоящее из красной полосы сверху, зелёной полосы снизу и жёлтого треугольника слева, на котором размещено изображение грифона.

## Хорасанские и туркменские таты
В Средневековье называние тат встречалось на территории нынешней Туркмении и в Хорасане.

## Крымские таты
По словам Иоанна де Галонифонтибуса,  "вдоль и вокруг Чёрного моря живут два малых народа: таты  и некоторое число готов . В своей религии они следуют грекам и пользуются греческими буквами.